# Nedstängning
| Nedstängning |
| --- |
| Polis konverserar med människor i samband med en nedstängning i spanska Benidorm. - Betydelse – nödåtgärder för att hindra fri rörlighet för personer eller information - Situationer – vid fara för olycka, smittspridning eller hot mot samhällssäkerhet - Alternativt namn – lockdown (efter engelskan) - Relaterade begrepp – karantän och social distansering (vid epidemi) |

En nedstängning (engelska: lockdown) är nödåtgärder för att hindra personer eller information att lämna ett område. Nedstängningen aktiveras då ofta av en myndighet. Nedstängningar kan även användas för att skydda människor inuti en byggnad, på en arbetsplats eller ett datorsystem från överhängande fara, och då beslutas nedstängningen av motsvarande ansvarig personal.

## Varianter
Procedurer för både nöd- och förebyggande nedstängningar måste planeras.

### Förebyggande nedstängning
En förebyggande nedstängning är en åtgärdsplan som tas i bruk i försöken att åtgärda ett ovanligt scenario eller en svaghet i ett system. Målet är att förebygga farliga situationer och att trygga säkerheten för personer, en organisation eller ett system.

### Nödnedstängning
Nödnedstängningar sätts i verket när det finns en överhängande fara för liv och lem. Förberedelser och övningar på nedstängning av exempelvis en skola måste kunna hanteras på ett enkelt sätt, för att verkligen fungera när det gäller.

### Vid epidemier
Under coronaviruspandemin 2019–2021 har begreppen nedstängning och lockdown kommit att användas för omfattande karantänsåtgärder i drabbade länder. Nedstängningar av det normala samhällslivet på en ort, i en region eller i ett land begränsar den fria rörligheten och olika aktiviteter med större risk för ökad smittspridning. Trots nedstängningen ska de flesta organisationer och samhällsnödvändiga verksamheter kunna fortgå. Utegångsförbud av olika omfattning har genomförts i många länder, dock ej i Sverige.

## Avslut
En nedstängning är nästan aldrig tänkt som en permanent omställning utan ska vid ett senare tillfälle upphöra. Därmed blir följdfrågan om avslut (engelska: exit strategy) något som måste behandlas utifrån den aktuella nedstängningens anledning och verkställda omfattning. Viktiga frågeställningar är kvalitetskontroll av metodval för att avgöra när faran över kan anses ha inträffat.
Det är i många fall också en annan samhällsfunktion som är lämpligast att ta beslutet om avslut än den som fattade nedstängningsbeslutet. Den tredje svårigheten är att det vid vissa nedstängningar är olämpligt att avsluta lika plötsligt som vid införandet, varvid en procedurplan för detta krävs.
I samband med lättnader i reserestriktioner, i slutfasen av epidemier, kan länder bestämma sig för att använda sig av "resekorridorer". Detta syftar på att två länder tillåter resor sinsemellan, trots att de stoppar resor till och från andra länder.